# 100 de filme italiene de salvat
Lista celor 100 de filme italiene de salvat (în italiană: 100 film italiani da salvare) a fost creată cu scopul de a raporta „100 de filme care au schimbat memoria colectivă a țării între 1942 și 1978”.

## Istorie
Proiectul a fost înființat în 2008 în cadrul secțiunii festivalului Zilele Veneției în cadrul celui de-al 65-lea Festival Internațional de Film de la Veneția, în colaborare cu Cinecittà și cu sprijinul Ministerului Patrimoniului Cultural.
Lista a fost editată de Fabio Ferzetti, critic de film al ziarului Il Messaggero, în colaborare cu regizorul de film Gianni Amelio și cu scriitorii și criticii de film Gian Piero Brunetta, Giovanni De Luna, Gianluca Farinelli, Giovanna Grignaffini, Paolo Mereghetti, Morando Morandini, Domenico Starnone și Sergio Toffetti.

## Lista
În ordine cronologică:

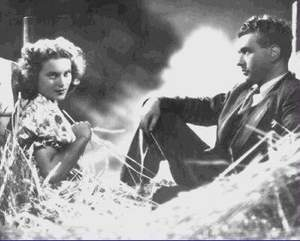
Evadare sentimentală (1942)

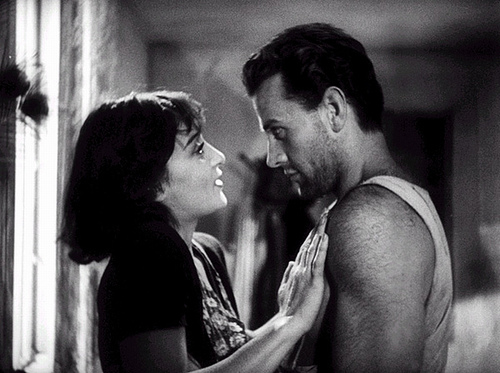
Obsesie (1943)

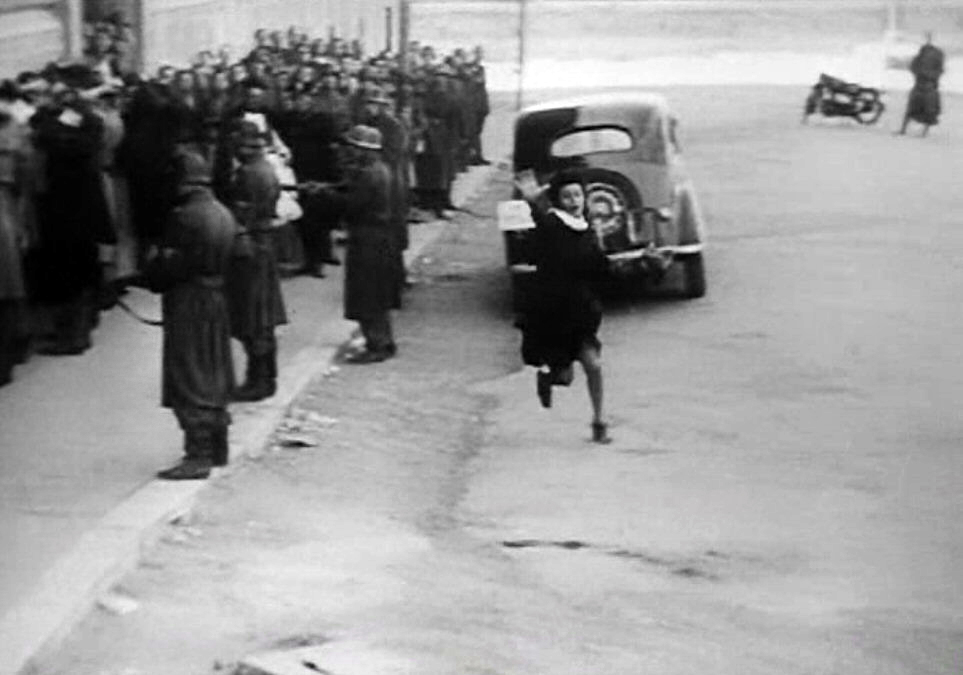
Roma, oraș deschis (1945)

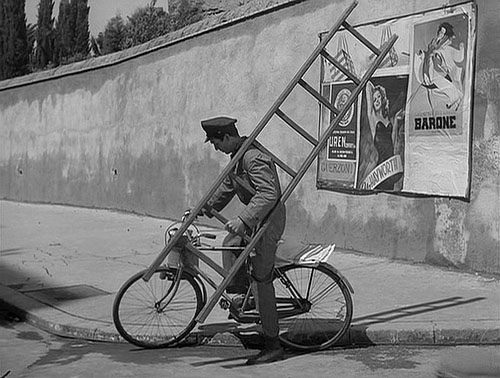
Hoți de biciclete (1945)

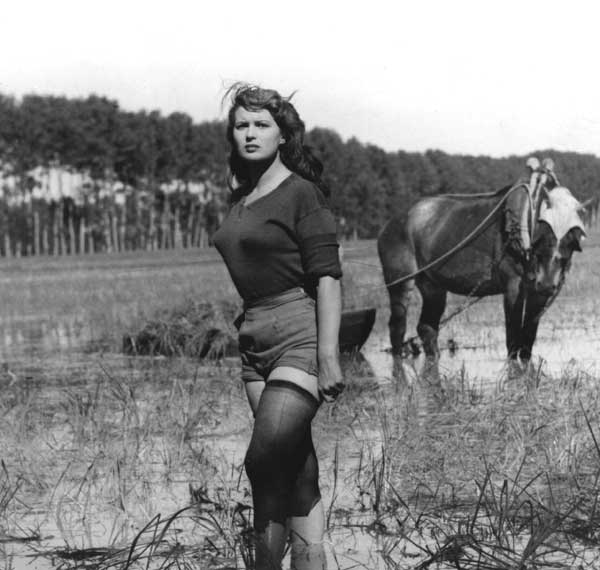
Silvana Mangano în Orez amar

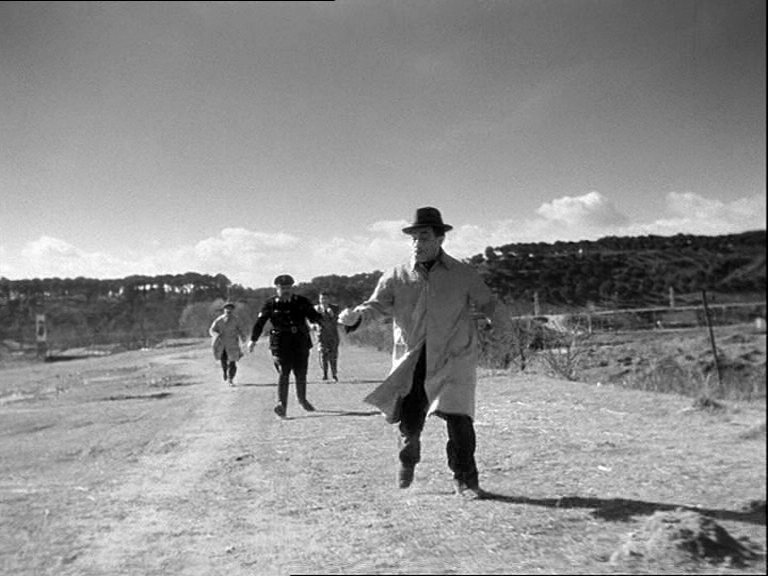
Hoții și vardiștii (1951)

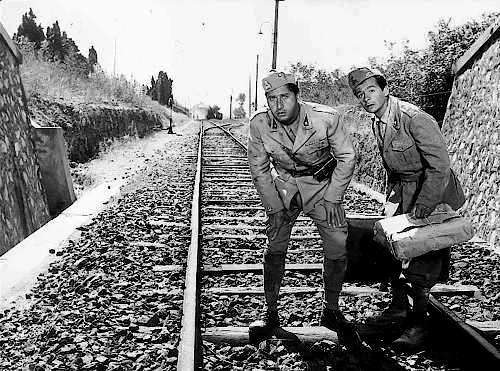
Cu toții acasă (1960)

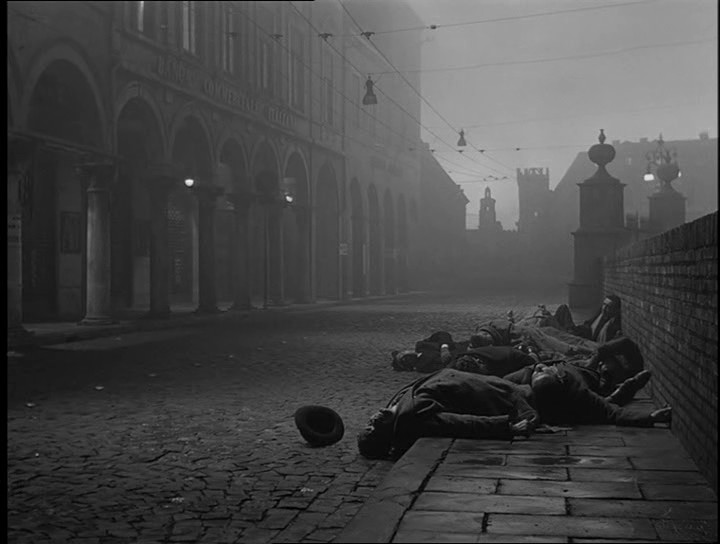
Lunga noapte a lui 43 (1960)

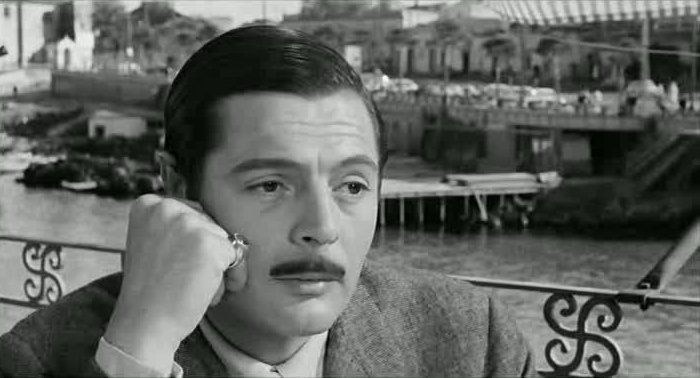
Divorț italian (1961)

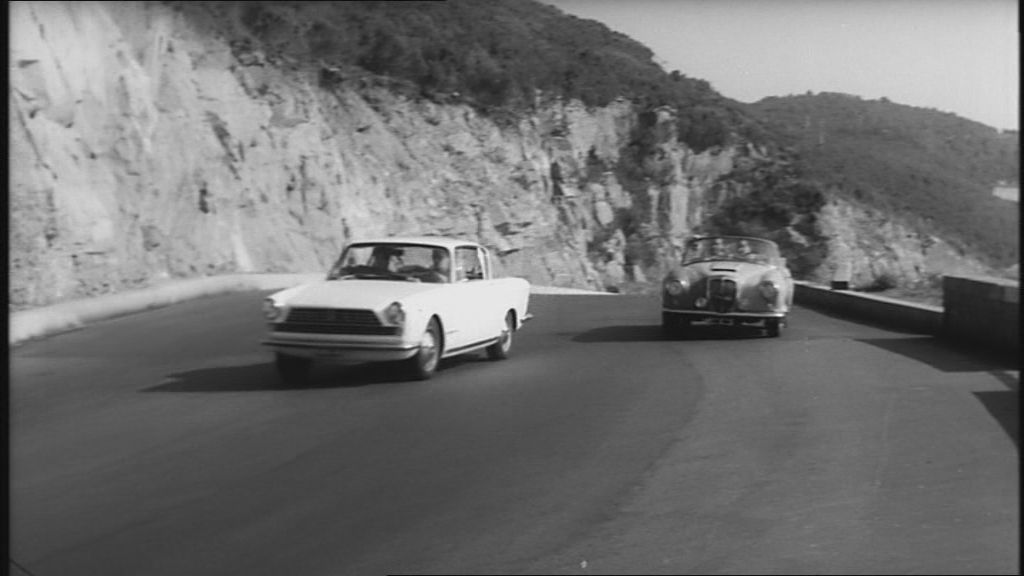
Depășirea (1962)

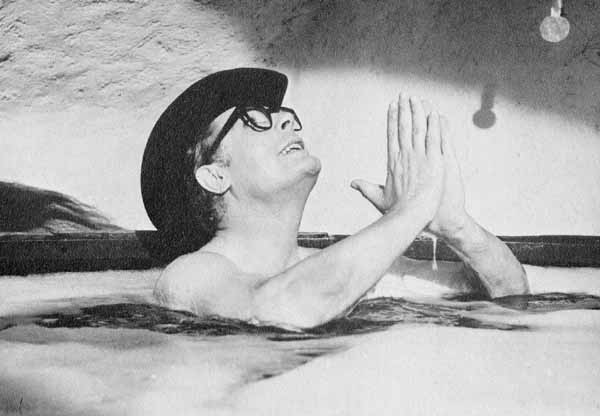
8½ (1963)

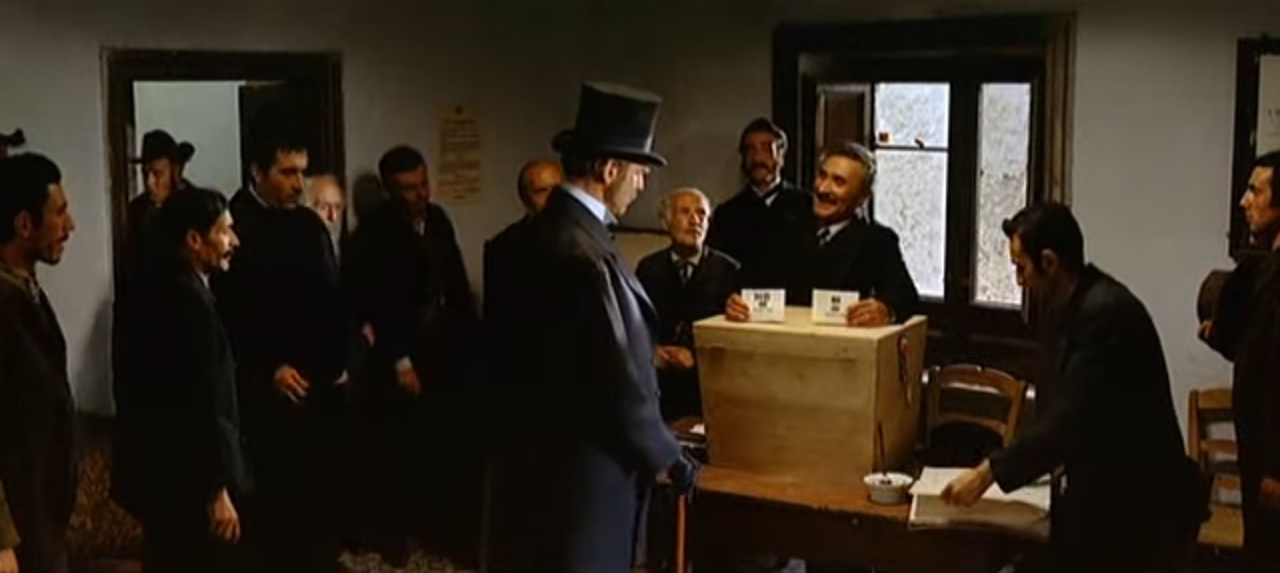
Ghepardul (1963)

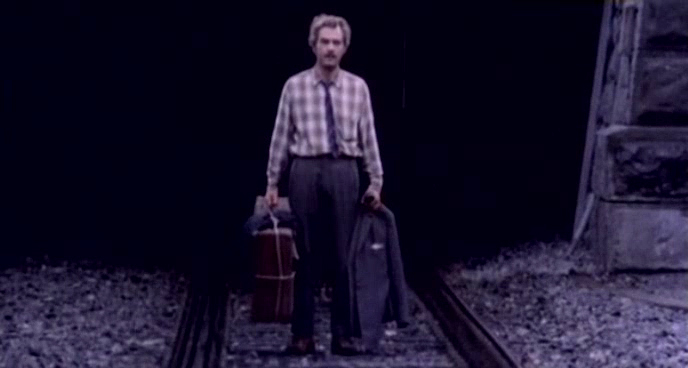
Pâine și ciocolată (1974)

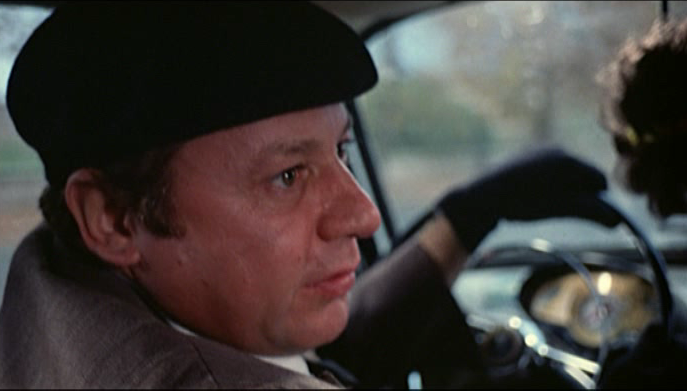
Fantozzi (1975)

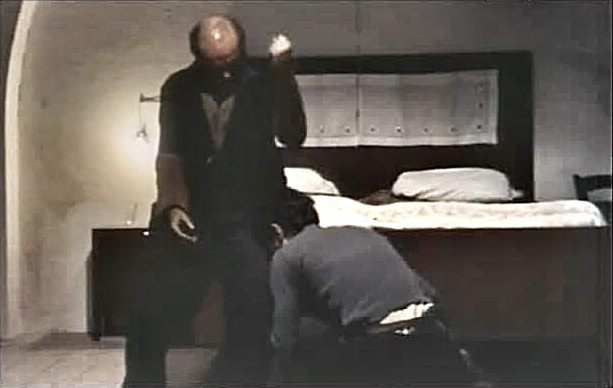
Padre Padrone (1977)

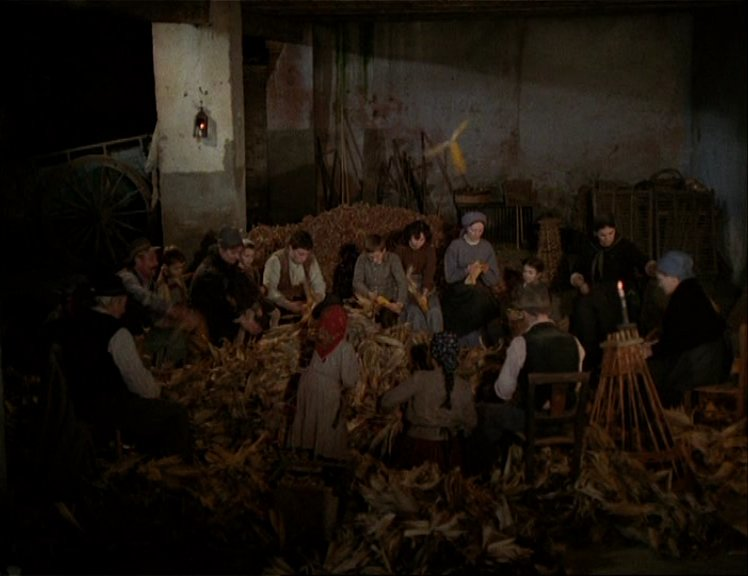
L'albero degli zoccoli (1978)

1. Evadare sentimentală (Quattro passi fra le nuvole), regia Alessandro Blasetti (1942)
2. Obsesie (Ossessione), regia Luchino Visconti (1943)
3. Roma, oraș deschis (Roma città aperta), regia Roberto Rossellini (1945)
4. Paisà, regia Roberto Rossellini (1946)
5. Sciuscia (Sciuscià), regia Vittorio De Sica (1946)
6. L'onorevole Angelina, regia Luigi Zampa (1947)
7. Hoți de biciclete (Ladri di biciclette), regia Vittorio De Sica (1948)
8. Pământul se cutremură (La terra trema), regia Luchino Visconti (1948)
9. Orez amar (Riso amaro), regia Giuseppe De Santis (1949)
10. La città dolente (La città dolente), regia Mario Bonnard (1949)
11. Cielo sulla palude (Cielo sulla palude), regia Augusto Genina (1949)
12. Stromboli (Stromboli, terra di Dio), regia Roberto Rossellini (1949)
13. Catene (Catene), regia Raffaello Matarazzo (1949)
14. Suflete zbuciumate (Il cammino della speranza), regia Pietro Germi (1950)
15. Domenica d'agosto (Domenica d'agosto), regia Luciano Emmer (1950)
16. Cronica unei iubiri (Cronaca di un amore), regia Michelangelo Antonioni (1950)
17. Luminile varieteului (Luci del varietà), regia Alberto Lattuada și Federico Fellini (1950)
18. Prima împărtășanie (Prima comunione), regia Alessandro Blasetti (1950)
19. Cea mai frumoasă (Bellissima), regia Luchino Visconti (1951)
20. De doi bani speranță (Due soldi di speranza), regia Renato Castellani (1951)
21. Hoții și vardiștii (Guardie e ladri), regia Steno și Mario Monicelli (1951)
22. Miracol la Milano (Miracolo a Milano), regia Vittorio De Sica (1951)
23. La famiglia Passaguai, regia Aldo Fabrizi (1951)
24. Umberto D., regia Vittorio De Sica (1952)
25. Europa '51, regia Roberto Rossellini (1952)
26. Șeicul alb (Lo sceicco bianco), regia Federico Fellini (1952)
27. Totò a colori (Totò a colori), regia Steno (1952)
28. Don Camillo, regia Julien Duvivier (1952)
29. Pâine, dragoste și fantezie (Pane, amore e fantasia), regia Luigi Comencini (1953)
30. I vitelloni, regia Federico Fellini (1953)
31. Napoletani a Milano (Napoletani a Milano), regia Eduardo De Filippo (1953)
32. Febbre di vivere (Febbre di vivere), regia Claudio Gora (1953)
33. Provinciala (La provinciale), regia Mario Soldati (1953)
34. Carosello napoletano (Carosello napoletano), regia Ettore Giannini (1953)
35. Il sole negli occhi (Il sole negli occhi), regia Antonio Pietrangeli (1953)
36. Plaja, regia Alberto Lattuada (1954)
37. Aurul Neapolelui (L'oro di Napoli), regia Vittorio De Sica (1954)
38. Un american la Roma (Un americano a Roma), regia Steno (1954)
39. L'arte di arrangiarsi, regia Luigi Zampa (1954)
40. Senso, regia Luchino Visconti (1954)
41. La strada, regia Federico Fellini (1954)
42. Una donna libera (Una donna libera), regia Vittorio Cottafavi (1954)
43. Gli sbandati (Gli sbandati), regia Francesco Maselli (1955)
44. Un erou al vremurilor noastre (Un eroe dei nostri tempi), regia Mario Monicelli (1955)
45. Săraci dar frumoși (Poveri ma belli), regia Dino Risi (1956)
46. Strigătul (Il grido), regia Michelangelo Antonioni (1957)
47. Nopțile Cabiriei (Le notti di Cabiria), regia Federico Fellini (1957)
48. Făptași necunoscuți (I soliti ignoti), regia Mario Monicelli (1958)
49. Arrangiatevi! (Arrangiatevi!), regia Mauro Bolognini (1959)
50. Marele război (La grande guerra), regia Mario Monicelli (1959)
51. I magliari, regia Francesco Rosi (1959)
52. Cu toții acasă (Tutti a casa), regia Luigi Comencini (1960)
53. La dolce vita, regia Federico Fellini (1960)
54. Rocco și frații săi (Rocco e i suoi fratelli), regia Luchino Visconti (1960)
55. Fata cu valiza (La ragazza con la valigia), regia Valerio Zurlini (1960)
56. Lunga noapte a lui 43 (La lunga notte del '43), regia Florestano Vancini (1960)
57. Il bell'Antonio, regia Mauro Bolognini (1960)
58. Viață dificilă (Una vita difficile), regia Dino Risi (1961)
59. Divorț italian (Divorzio all'italiana), regia Pietro Germi (1961)
60. Il posto, regia Ermanno Olmi (1961)
61. Accattone, regia Pier Paolo Pasolini (1961)
62. Leoni al sole, regia Vittorio Caprioli (1961)
63. Depășirea (Il sorpasso), regizat de Dino Risi (1962)
64. Salvatore Giuliano,  regia Francesco Rosi (1962)
65. Eclipsa (L'eclisse), regizat de Michelangelo Antonioni (1962)
66. Omul mafiei (Mafioso), regia Alberto Lattuada (1962)
67. Monștrii (I mostri), regia Dino Risi (1963)
68. Cu mâinile pe oraș (Le mani sulla città,) regia Francesco Rosi (1963)
69. 8½, regia Federico Fellini (1963)
70. Ghepardul (Il Gattopardo), regia Luchino Visconti (1963)
71. La donna scimmia (La donna scimmia), regia Marco Ferreri (1963)
72. Chi lavora è perduto, regia Tinto Brass (1963)
73. La vita agra, regia Carlo Lizzani (1964)
74. Pumnii în buzunar (I pugni in tasca), regia Marco Bellocchio (1965)
75. O cunoșteam bine (Io la conoscevo bene), regia Antonio Pietrangeli (1965)
76. Comizi d'amore (Comizi d'amore), regia Pier Paolo Pasolini (1965)
77. Doamnelor și domnilor (Signore & signori), regia Pietro Germi (1966)
78. Păsăroi și păsărele (Uccellacci e uccellini), regia Pier Paolo Pasolini (1966)
79. Bătălia pentru Alger (La battaglia di Algeri), regia Gillo Pontecorvo (1966)
80. La Cina è vicina (La Cina è vicina), regia Marco Bellocchio (1967)
81. Dillinger è morto (Dillinger è morto), regia Marco Ferreri (1968)
82. Banditi a Milano (Banditi a Milano), regia Carlo Lizzani (1968)
83. Medicul de la asigurări (Il medico della mutua), regia Luigi Zampa (1968)
84. Indagine su un cittadino al di sopra di ogni sospetto (Indagine su un cittadino al di sopra di ogni sospetto), regia Elio Petri (1970)
85. Il conformista (Il conformista), regia Bernardo Bertolucci (1970)
86. L'udienza, regia Marco Ferreri (1971)
87. Diario di un maestro, regia Vittorio De Seta (1972)
88. Cazul Mattei (Il caso Mattei), regia Francesco Rosi (1972)
89. Jocul de cărți (Lo scopone scientifico), regia Luigi Comencini (1972)
90. Nel nome del padre, regia Marco Bellocchio (1972)
91. Amarcord, regia Federico Fellini (1973)
92. Cât de mult ne-am iubit (C'eravamo tanto amati), regia Ettore Scola (1974)
93. Pâine și ciocolată (Pane e cioccolata), regia Franco Brusati (1974)
94. Fantozzi, regia Luciano Salce (1975)
95. 1900 (Novecento)regizat de Bernardo Bertolucci (1976)
96. Cadavre de lux (Cadaveri eccellenti), regia Francesco Rosi (1976)
97. O zi deosebită (Una giornata particolare), regia Ettore Scola (1977)
98. Un burghez mic, micuț (Un borghese piccolo piccolo), regia Mario Monicelli (1977)
99. Padre padrone, regia Paolo and Vittorio Taviani (1977)
100. L'albero degli zoccoli (L'albero degli zoccoli), regia Ermanno Olmi (1978)